# Xiomara Blandino
Xiomara Blandino (Managua, 10 settembre 1984) è una modella nicaraguense, incoronata Miss Nicaragua nel 2007.
Studentessa di architettura, ha partecipato a Miss Universo 2007 in rappresentanza del Nicaragua, riuscendo a classificarsi al decimo posto, mentre il concorso è stato vinto dalla giapponese Riyo Mori. Il posizionamento della Blandino rappresenta il miglior risultato mai ottenuto dal Nicaragua nella storia del concorso Miss Universo.